# Ngọc trai

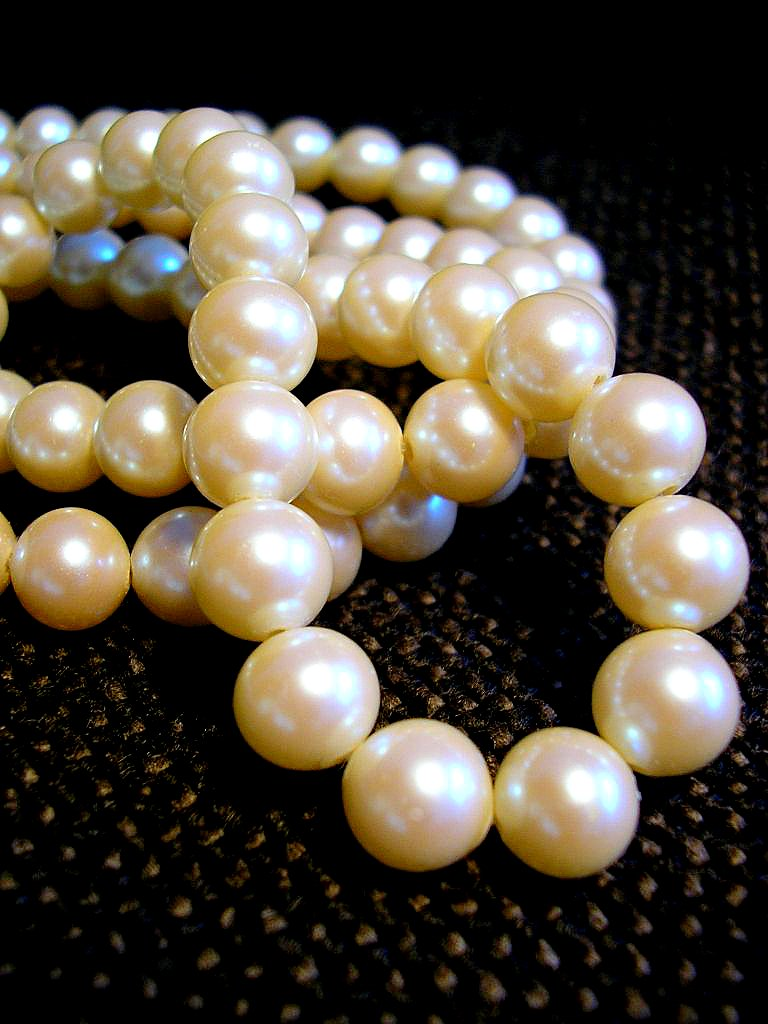
Một chuỗi hạt ngọc trai tròn trắng

Ngọc trai (Hán-Việt: 珍珠, trân châu) là một vật hình cầu, cứng được một số loài vật tạo ra, chủ yếu là loài thân mềm (nhuyễn thể) như con trai. Ngọc trai được sử dụng làm đồ trang sức và cũng được tán thành bột để dùng trong mỹ phẩm. Ngọc trai được đánh giá là một loại đá quý và được nuôi và thu hoạch để làm đồ trang sức. Ngành Đông y cho rằng trân châu có vị hơi ngọt tính bình vào được kinh tâm can thận, có tác dụng phối hợp chữa kinh phong, an thần, giải độc, tan màn mây ở mắt, trở ngại tuần hoàn nước mắt, ù tai, xây xẩm...

## Lịch sử

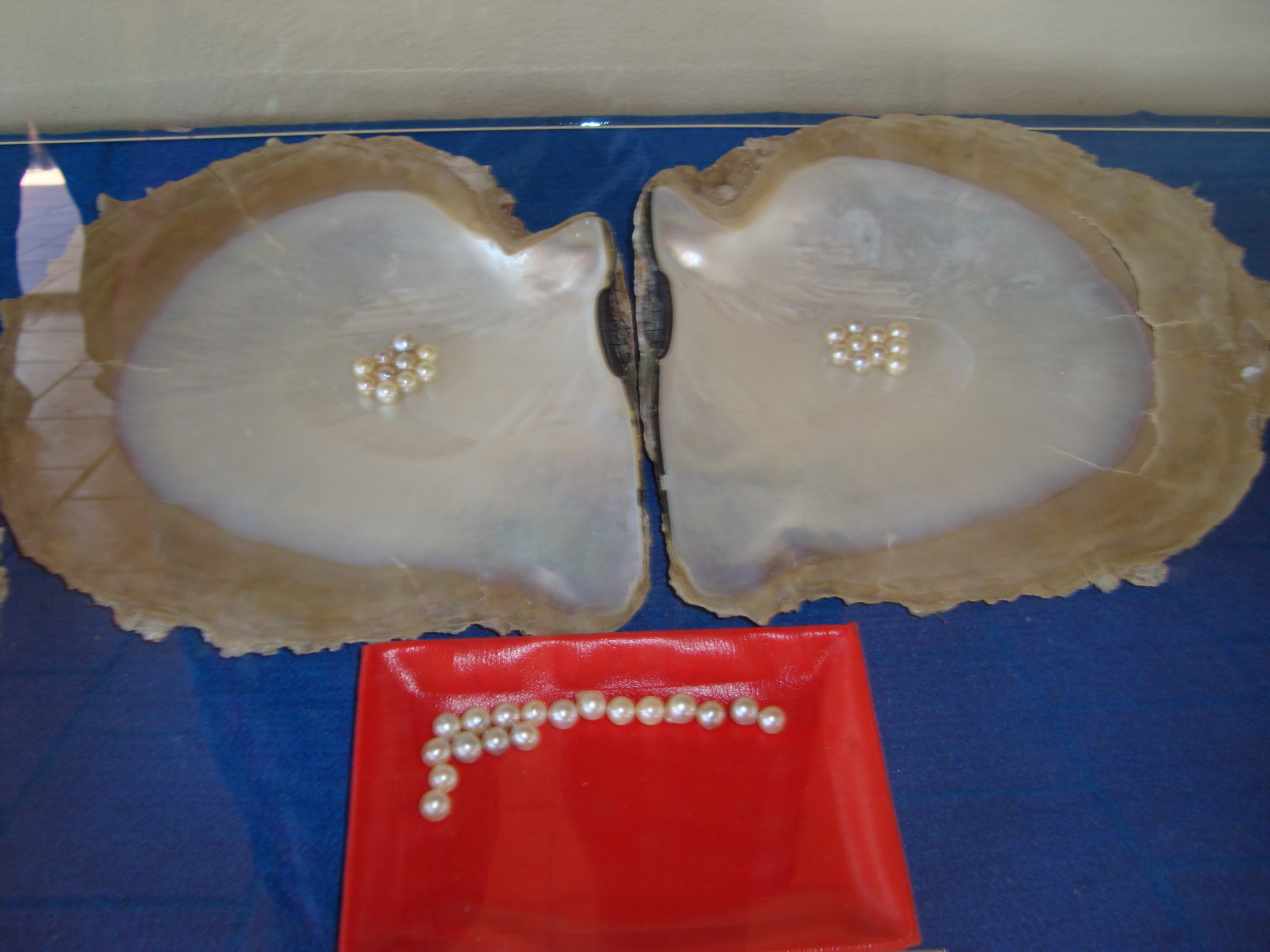
Hình một vỏ ngọc trai

Trước thế kỷ 20, mò ngọc trai là cách phổ biến nhất để thu hoạch ngọc trai. Các thợ lặn thường bắt sò/trai từ đáy biển hoặc đáy sông và kiểm tra từng con một để tìm ngọc. Không phải tất cả sò/trai tự nhiên đều tạo ra ngọc. Thông thường một mẻ 3 tấn trai/sò chỉ tìm được 3 hoặc bốn con có viên ngọc hoàn hảo. Việc mò ngọc ở Việt Nam được nhắc đến nhiều trong sử sách, có lẽ nổi tiếng nhất được nêu trong tuyên ngôn độc lập Bình Ngô Đại Cáo của Nguyễn Trãi, trong đó Nguyễn Trãi đã tố cáo việc quân xâm lược nhà Minh đã bóc lột dân Việt Nam bằng việc bị buộc phải xuống biển mò ngọc trai để cống nộp cho nhà Minh.
Tuy nhiên, ngày nay hầu như tất cả ngọc trai trang sức là ngọc trai nuôi. Thông thường vật lạ cấy vào con sò/trai là mảnh vỏ con trai được đánh bóng cùng với một mảnh nhỏ mô của con trai khác vào cơ quan sinh dục của con trai để làm xúc tác tạo ngọc. Những con sò ngọc ở Biển Nam và Tahiti thường sống sót qua lần khai thác ngọc đầu tiên và được cấy nhân to hơn và được thả lại xuống nước thêm 2-3 năm nữa.
Phương pháp sản xuất ngọc nuôi Mikimoto được phát triển bởi một nhóm các nhà khoa học thuộc Đại học Tokyo giữa năm 1907-1916 và công nghệ nuôi cấy này không được Mikimoto đăng ký bản quyền. Nhóm nghiên cứu do Nishikawa và Tátuhei Mise lãnh đạo. Nishikawa được cấp bản quyền công nghệ năm 1916 và cưới con gái của Mikimoto. Mikimoto đã có thể sử dụng công nghệ này sau khi bản quyền hết hạn vào năm 1935. Sau khi bản quyền được cấp năm 1916, em trai của Tatsuhei là người đầu sản xuất lứa ngọc trai thương mại đầu tiên trên loại trai Akoya. Mitsubishi ngay lập tức áp dụng công nghệ này đối với loại trai Nam Hải năm 1917 ở Philippines, và sau đó ở Buton và Palau. Mitsubishi là người đầu tiên sản xuất ngọc trai nuôi ở Biển Nam mặc dù đến năm 1931 lứa ngọc trai thương mại đầu tiên mới được sản xuất thành công. Công nghệ này được áp dụng cho sản xuất thương mại cho loại ngọc đen Tahiti thập niên 1970.

## Đặc điểm tự nhiên
Độ bóng của ngọc trai phụ thuộc vào độ phản xạ và độ khúc xạ ánh sáng từ những lớp trong mờ và độ đẹp của hạt ngọc tỷ lệ thuận với độ dày và nhiều của lớp trong mờ này. Sự phát tán ngũ sắc mà một số loại ngọc tạo ra là do sự chồng lấn lên nhau của các lớp liên tục nhau làm tán xạ ánh sáng chiếu vào bề mặt. Ngọc trai thường có màu trắng, đôi khi có màu kem hoặc phớt hồng và có thể nhuốm màu vàng, xanh lá cây, nâu, tím hoặc đen.

## Ngọc trai nước ngọt và nước mặn
Ngọc trai gồm hai loại: trai nước ngọt và trai nước biển. Ngọc trai nước ngọt được loài trai sống ở hồ, sông và những nơi nước ngọt khác tạo ra. Phần lớn ngọc trai nuôi nước ngọt ngày nay được Trung Quốc sản xuất. Ngược lại, ngọc trai nước mặn được những con điệp, hàu bao sống ở các vịnh biển tạo ra. Akoya, Tahiti, Nam Hải là ba loại ngọc trai nước mặn chủ yếu. Ở Việt Nam, ngọc trai được nuôi cấy ở đảo Cô Tô (Quảng Ninh), Nha Trang (Khánh Hòa), Phú Quốc...

## Ngọc trai tự nhiên và ngọc trai nuôi

### Quá trình tạo ngọc

Hình cắt ngang minh họa ngọc trai tự nhiên và ngọc trai nhân tạo

Ngọc trai nuôi và ngọc trai tự nhiên khác nhau ở cách tạo ngọc một cách tự nhiên hay có sự can thiệp của con người. Trong cả hai cách, sự hình thành của ngọc trai như sau: Ngọc trai được hình thành bên trong thân thể loài nhuyễn thể (lớp Hai vỏ). Đây là cách phản xạ lại để tự chữa lành các vết thương của loài nhuyễn thể bằng cách tiết ra chất bao bọc dị vật bằng những lớp cacbonat calci (CaCO3) dưới dạng chất khoáng aragonit hoặc calcit (cả hai dạng là dạng kết tinh của cacbonat calci) được dính với nhau bởi một hợp chất hữu cơ giống chất sừng gọi là conchiolin. Sự kết hợp của cacbonat calci và conchiolin được gọi là xà cừ. Niềm tin thông thường rằng một hạt cát chui vào trong vỏ sẽ đóng vai trò của tác nhân kích thích tạo ngọc nhưng trên thực tế thì sự kích thích đó thường hiếm khi xảy ra. Tác nhân kích thích điển hình thường là các chất hữu cơ, ký sinh trùng hoặc thậm chí những tổn hại làm chuyển chỗ lớp màng áo sang phần khác của thân thể con vật. Các vật lạ hoặc chất hữu cơ chui vào bên trong vỏ động vật thân mềm khi nó hé vỏ ra ăn hoặc hô hấp. Ngọc trai nuôi được tạo ra bằng cách cấy một miếng biểu mô màng áo cùng với các hột làm bằng vỏ trai đã chế tác thành hình dạng mong muốn (chính xác là loại trai Cóc, vỏ rất dày khoảng 10 mm hoặc hơn, là loại trai nước ngọt sống ở sông Mississippi) được đưa vào bộ phận sinh dục của con trai bằng dụng cụ cấy đặc biệt đưa vào theo hình dích dắc để con trai không thể đào thải vật cấy ra được.

### Ngọc trai tự nhiên
Thành phần ngọc trai tự nhiên chủ yếu là xà cừ. Người ta cho rằng ngọc trai tự nhiên tạo ra do những điều kiện tình cờ khi có một vật lạ nhỏ bên ngoài hoặc hạt cát chui vào bên trong con sò, trai và nằm luôn trong đó. Bị kích thích bởi vật lạ này, con trai tạo ra một lớp xà cừ bao bọc lấy hạt cát xâm nhập đó. Quá trình này lặp đi lặp lại nhiều năm và tạo ra viên ngọc.

### Ngọc trai nuôi
Ngọc trai nuôi (ngọc trai có nhân và không nhân hay có nhân mô) và ngọc nhân tạo có thể phân biệt được với ngọc tự nhiên bằng cách kiểm tra X quang. Nhân của hạt ngọc nuôi được tạo ra bởi con người và viên ngọc có hình dáng của nhân mà người ta cấy vào. Sau khi viên hạt được người ta cấy vào, con trai, sò sẽ tạo ra một vài lớp xà cừ trên bề mặt viên hạt này trước khi nó được lấy ra 6 tháng sau đó. Khi được kiểm tra bằng X quang, nhân của hạt ngọc nuôi sẽ lộ ra một cấu trúc khác với cấu trúc của ngọc tự nhiên. Nhân của viên ngọc nuôi sẽ lộ ra một tâm đặc không có các vòng đồng tâm chồng lên nhau trong khi nhân của ngọc trai tự nhiên gồm có các vòng xuyến chồng lên nhau. Một viên ngọc tự nhiên có tâm xà cừ đặc hoặc 100% trân châu. Ngọc tự nhiên cũng có hình dạng tự nhiên, kiểu viên hình tròn hiếm khi thấy.

### Giá trị của ngọc trai tự nhiên
Ngọc trai tự nhiên có giá trị là loại đồ trang sức quý hiếm. Giá trị thực của ngọc trai tự nhiên tương đương với đá quý và phụ thuộc vào kích cỡ, hình dạng và chất lượng của hạt ngọc. Ngọc trai tự nhiên đang trở nên ngày càng hiếm hơn do người ta bắt trai và sò để nuôi. Do đó, cơ hội để mò ra ngọc tự nhiên ngày càng hiếm hoi. Phần lớn những viên ngọc tự nhiên được bán cho những nhà sưu tập và hiếm khi được dùng làm đồ trang sức như dây chuyền.

### Các loại ngọc trai tự nhiên khác nhau

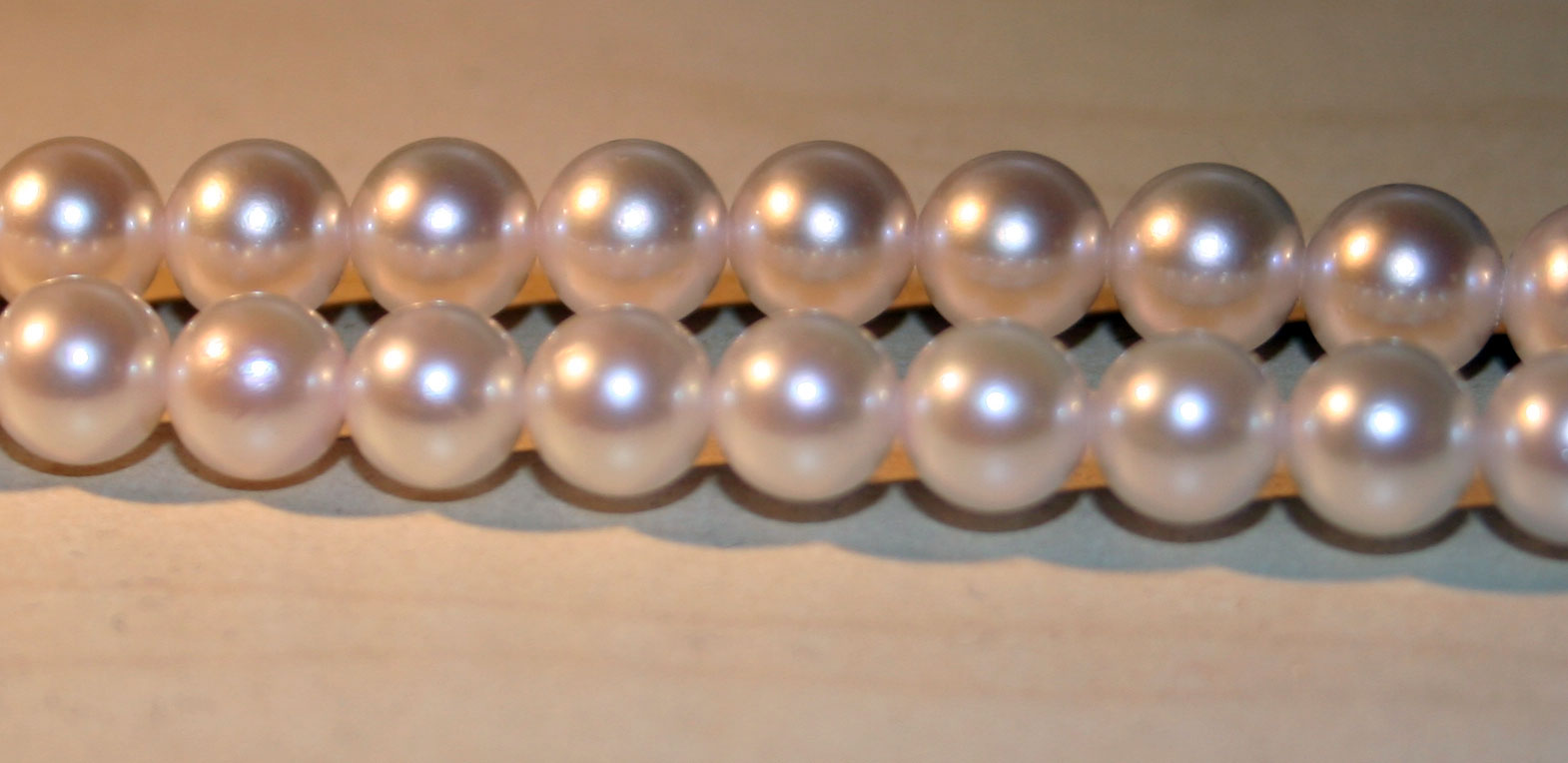
Ngọc trai nước cạn akoya của Trung Quốc

## Ngọc ốc

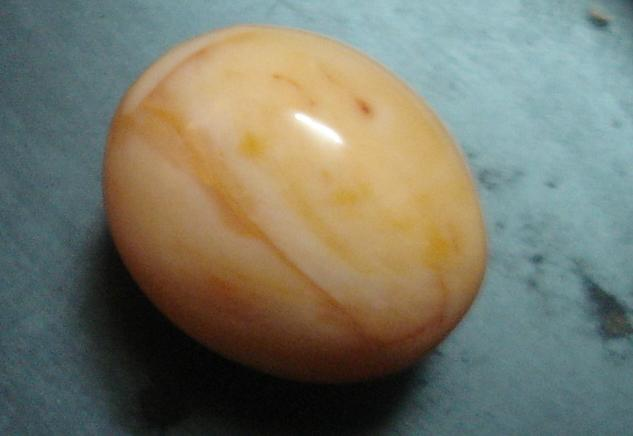
Viên ngọc ốc giác ở Phú Quốc, nặng 3 gr

## Thư viện ảnh

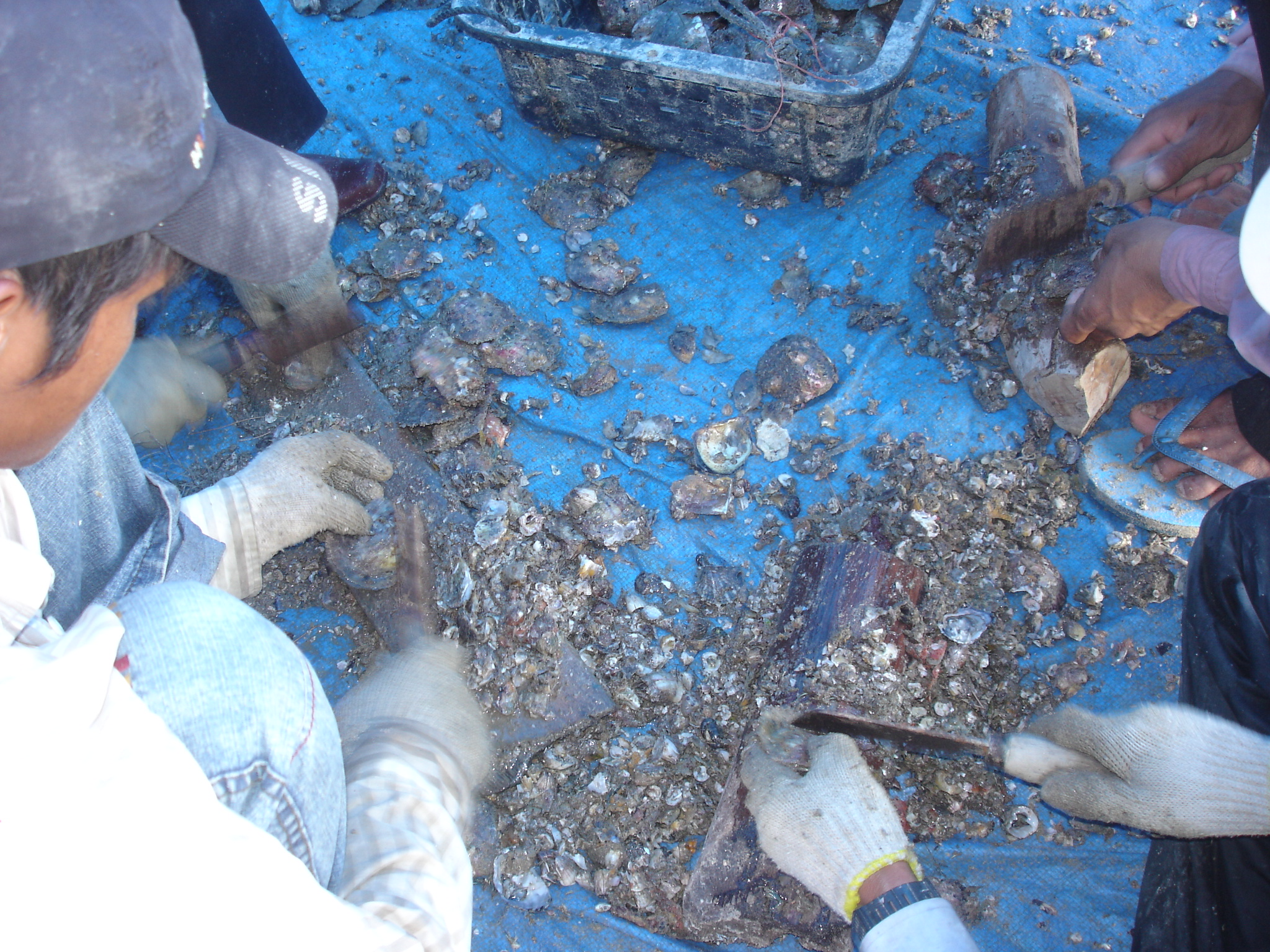
Làm vệ sinh Hàu bao - Một loại Hàu cho Ngọc màu vàng
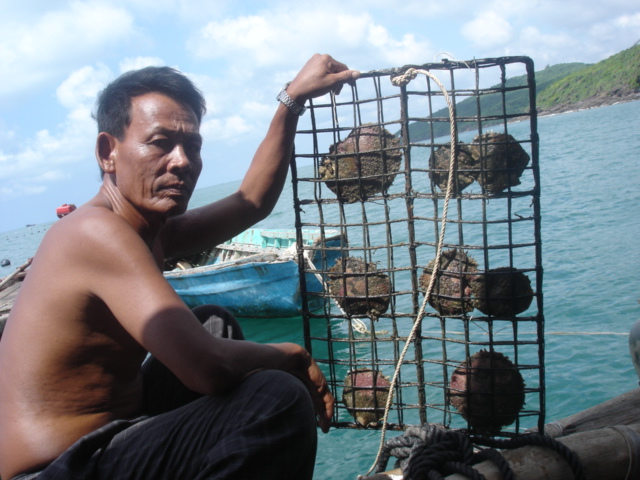
Nuôi Ngọc điệp ở Hòn Dõi - Phú Quốc
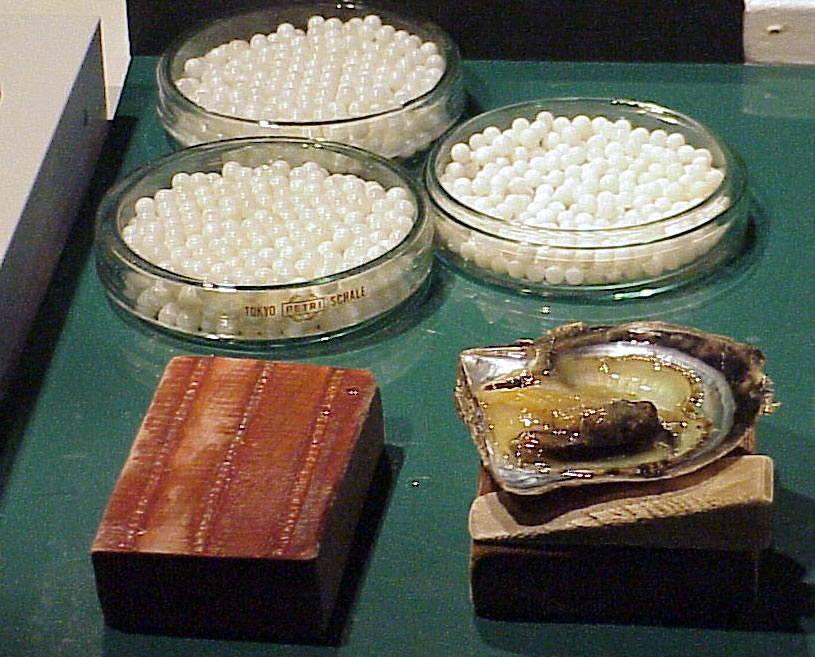
Các hạt ngọc trai từ đảo ngọc trai Toba, Nhật Bản
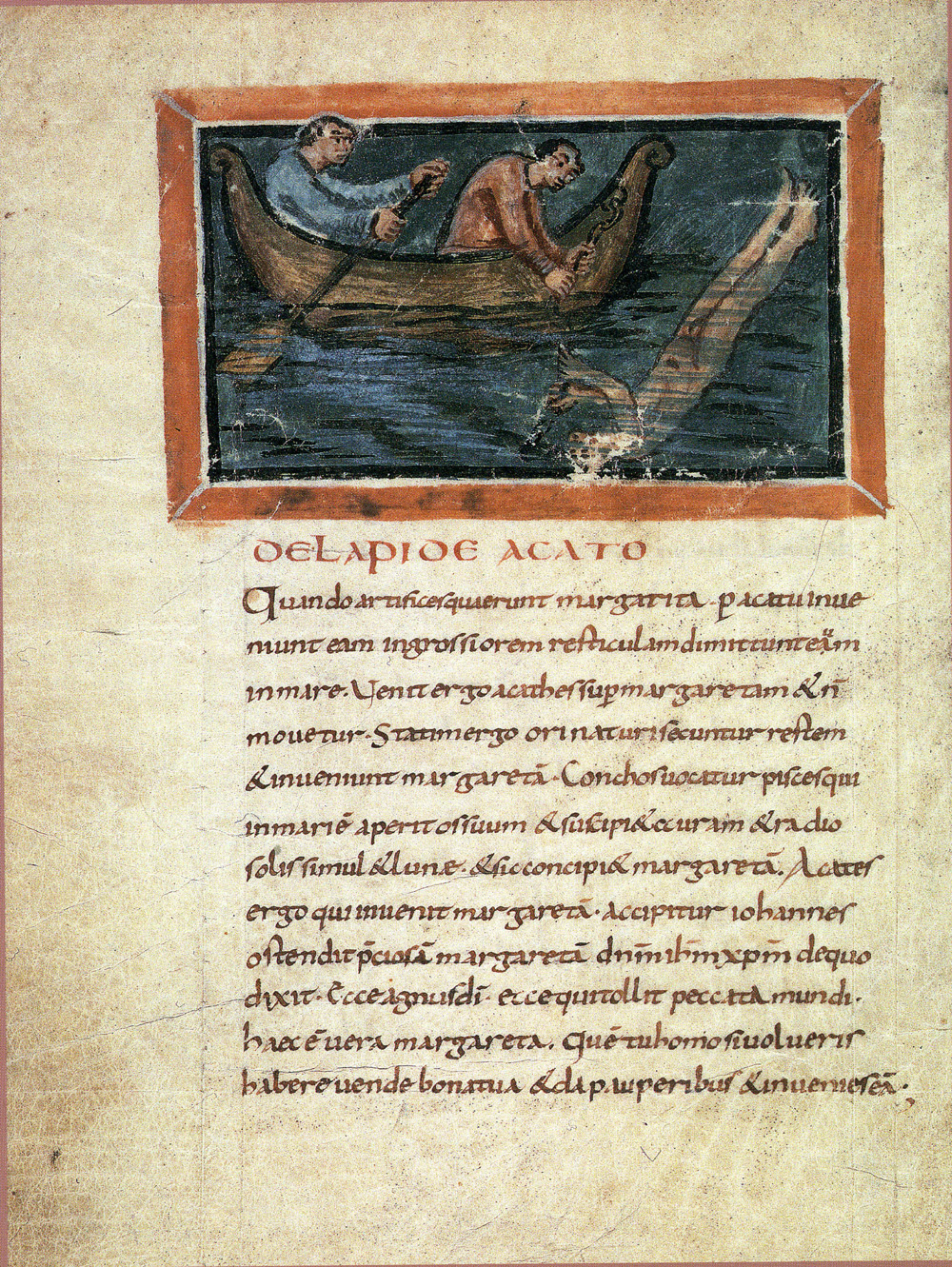
Catching of pearls, Bern Physiologus (thế kỷ 9)
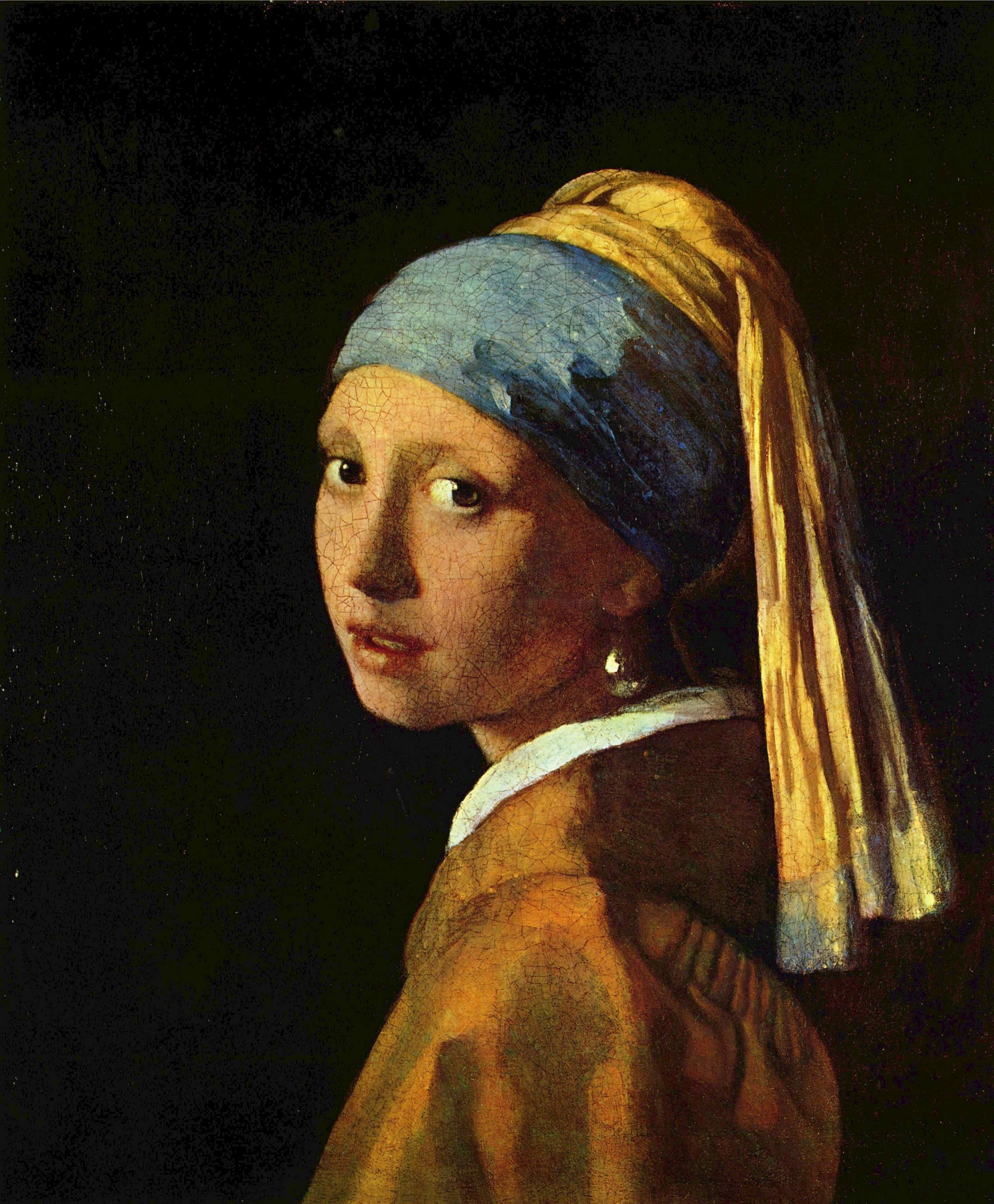
Bức tranh Cô gái đeo hoa tai ngọc trai của Jan Vermeer van Delft
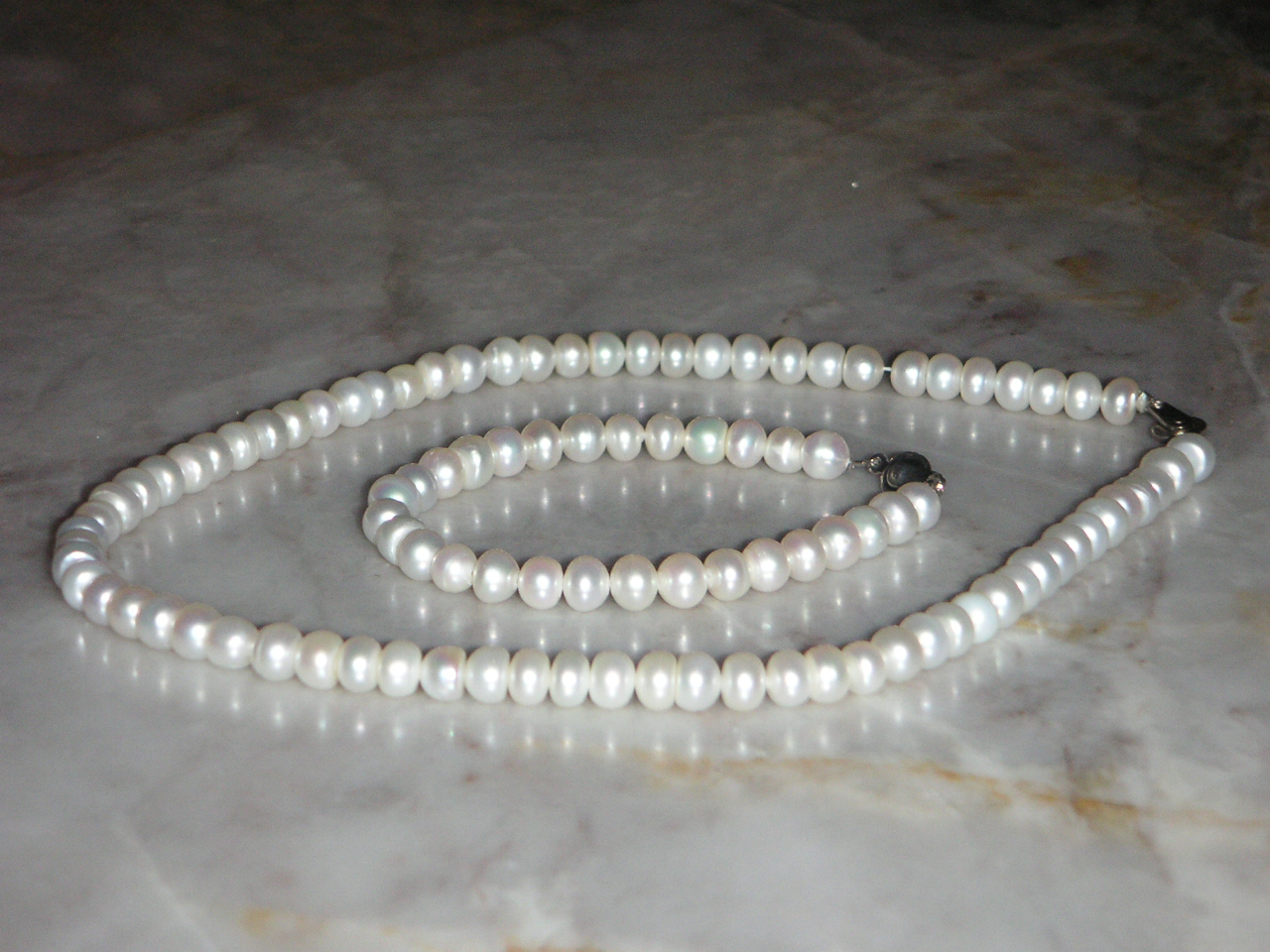
Ngọc trai tự nhiên giá rẻ dùng trong chuỗi vòng cổ và chuỗi vòng tay
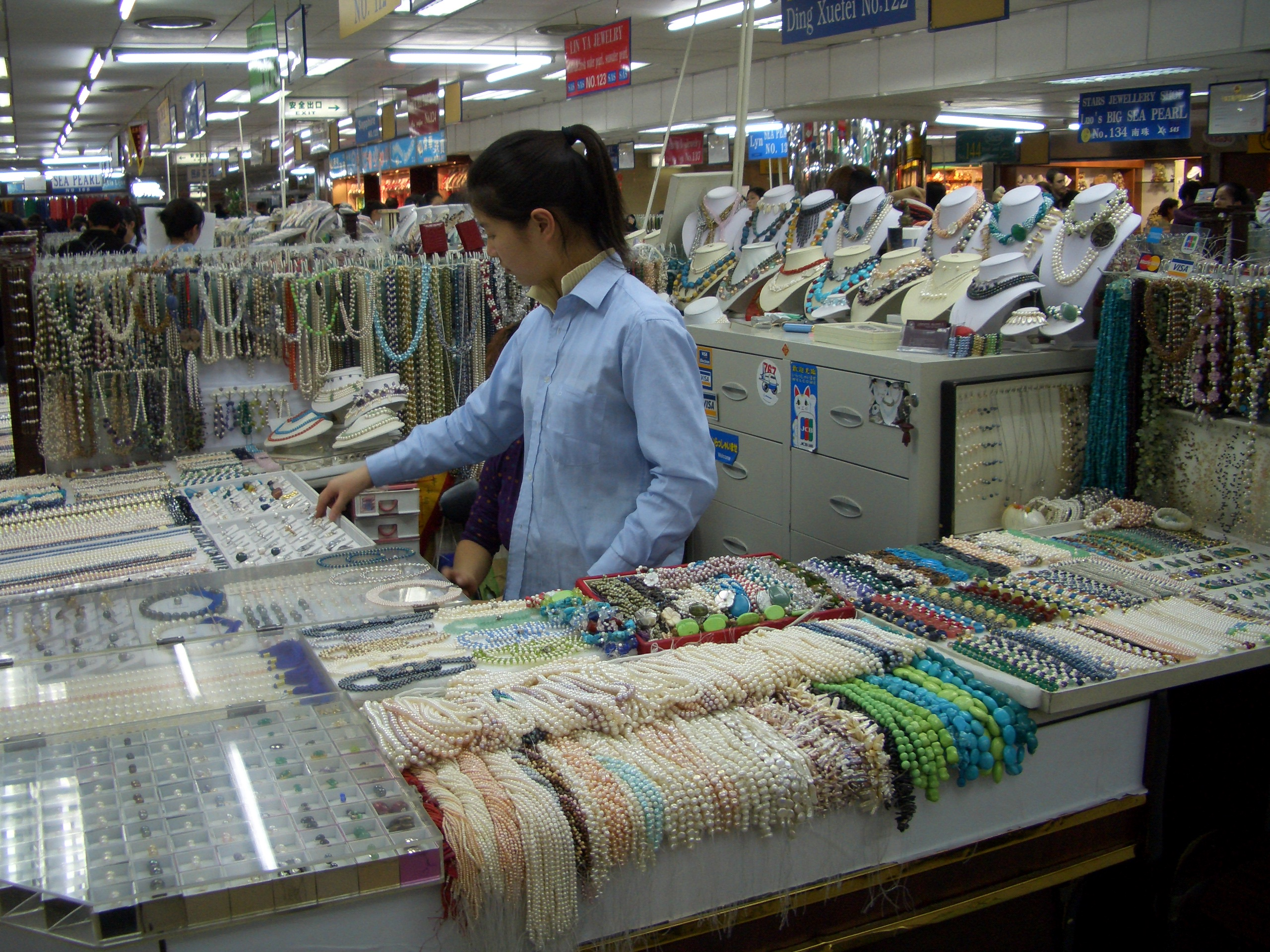
Chợ ngọc trai tại Bắc Kinh, Trung Quốc
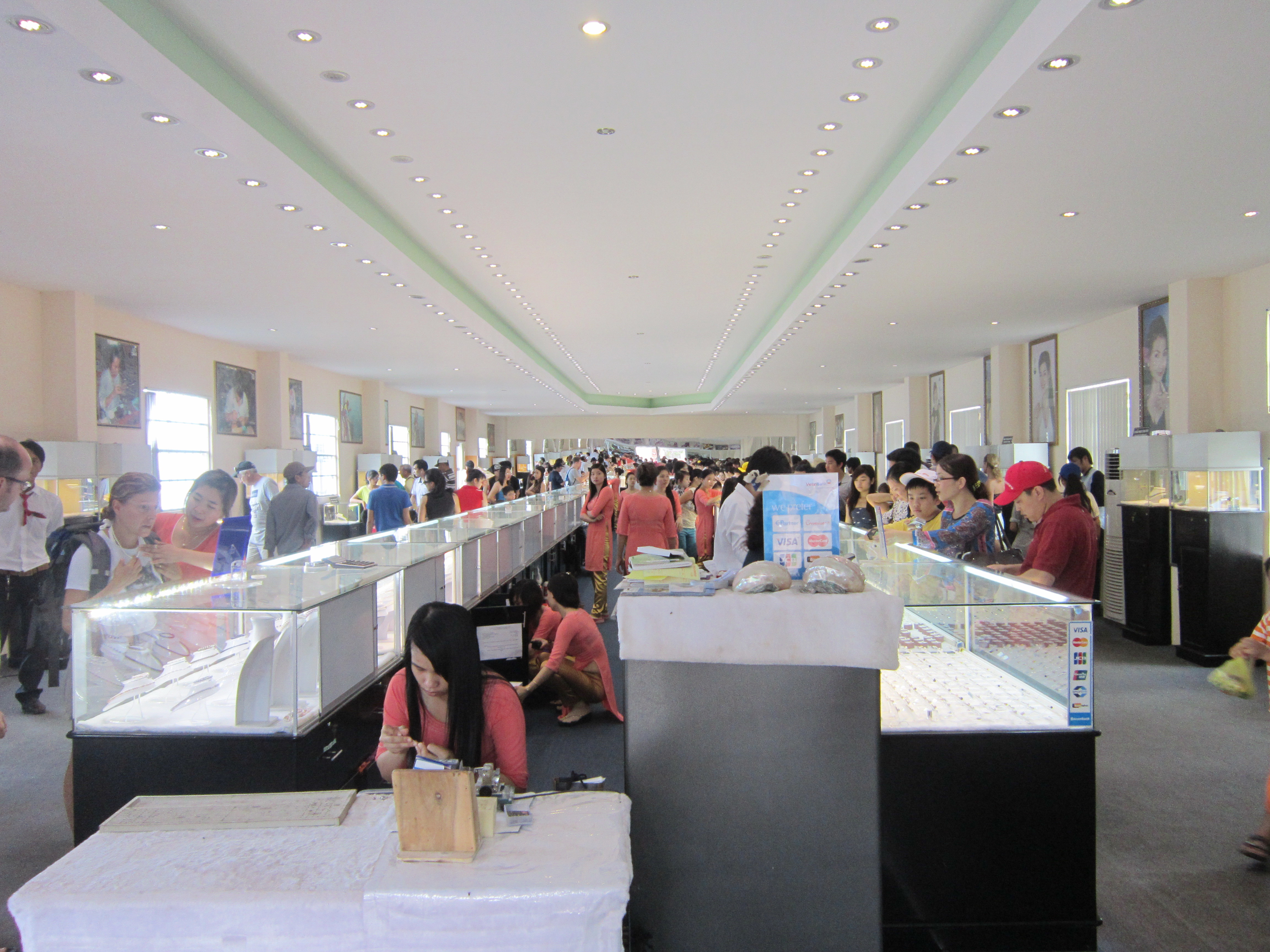
Trưng bày và bán ngọc trai ở Phú Quốc
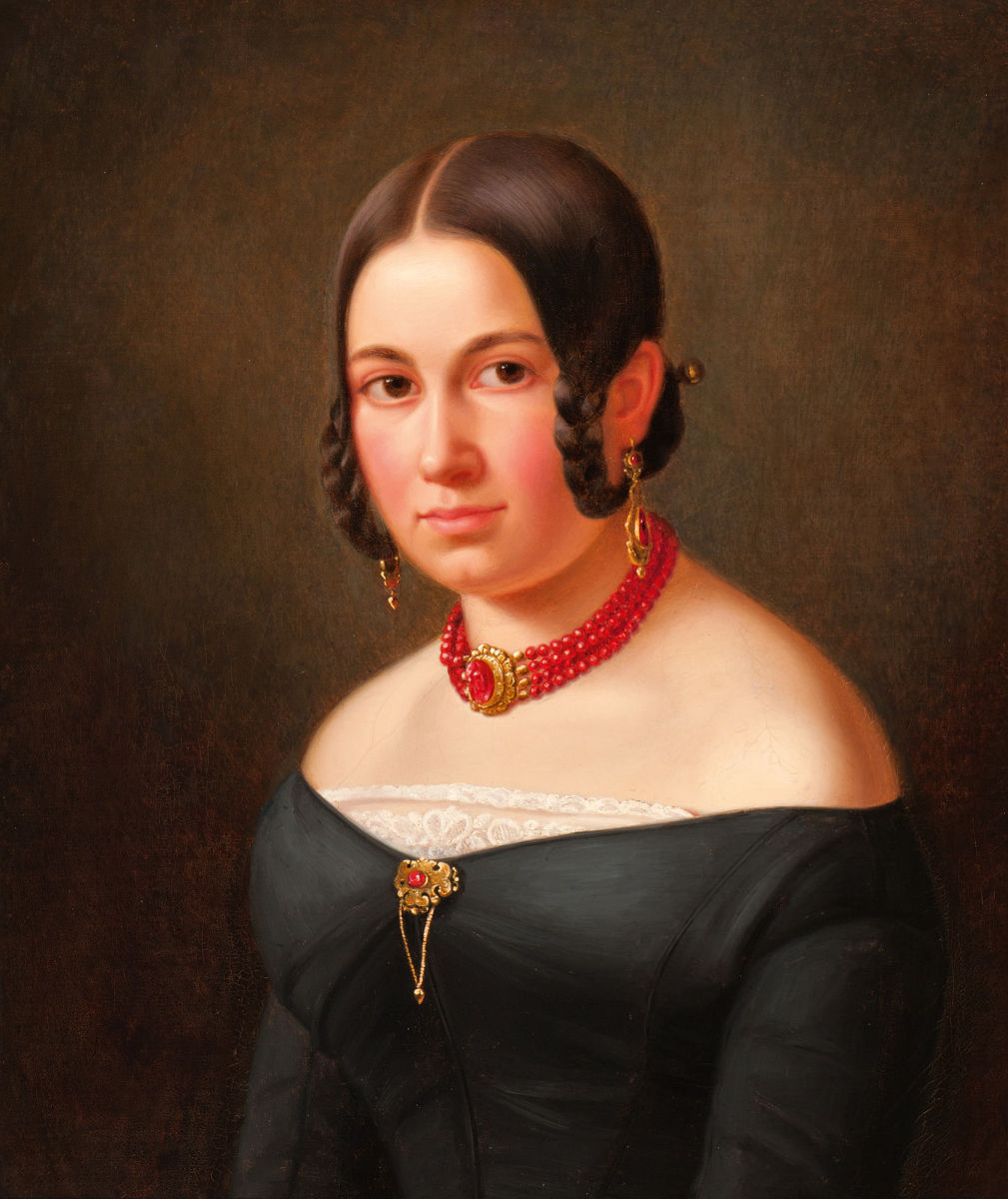
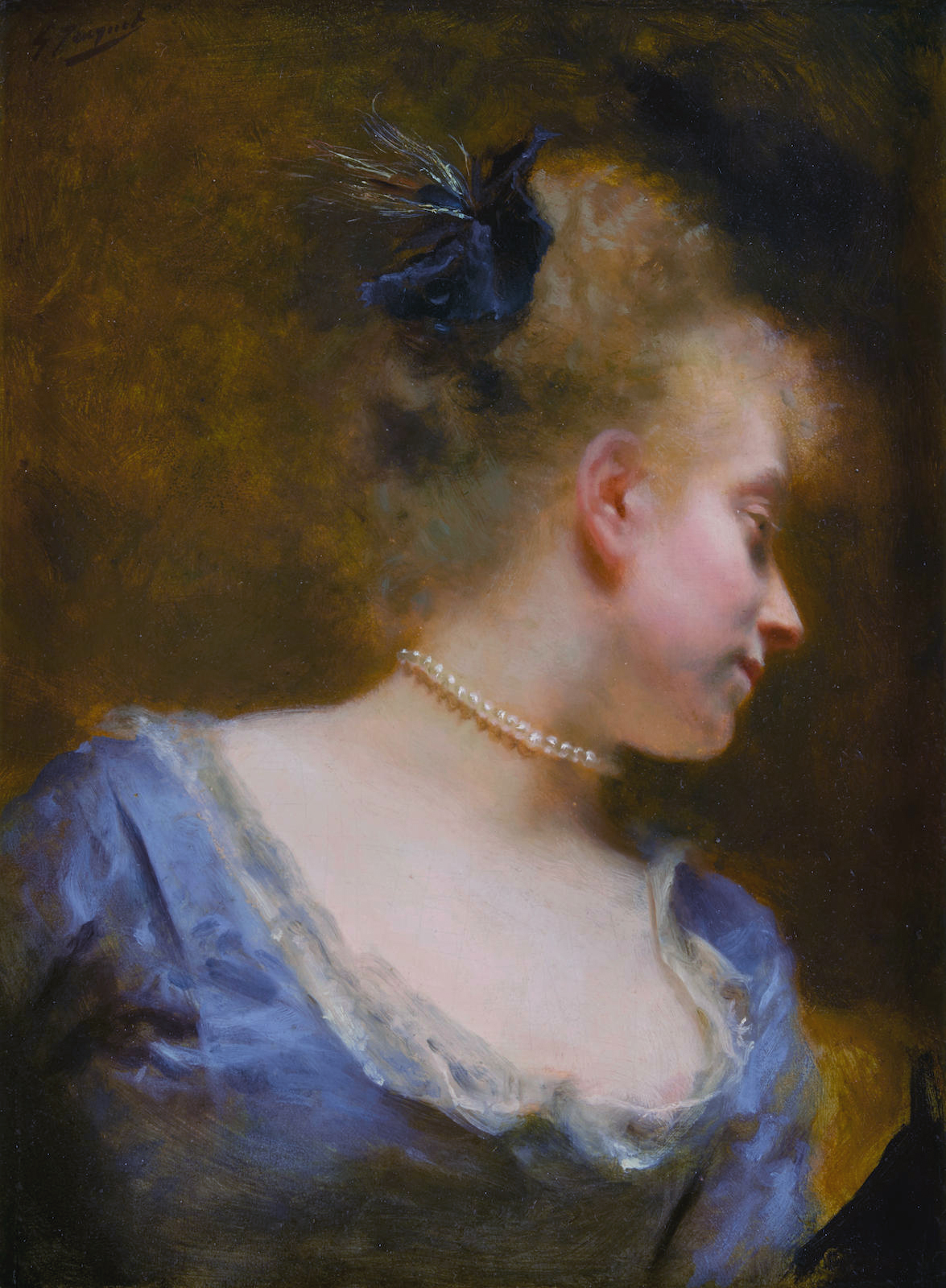
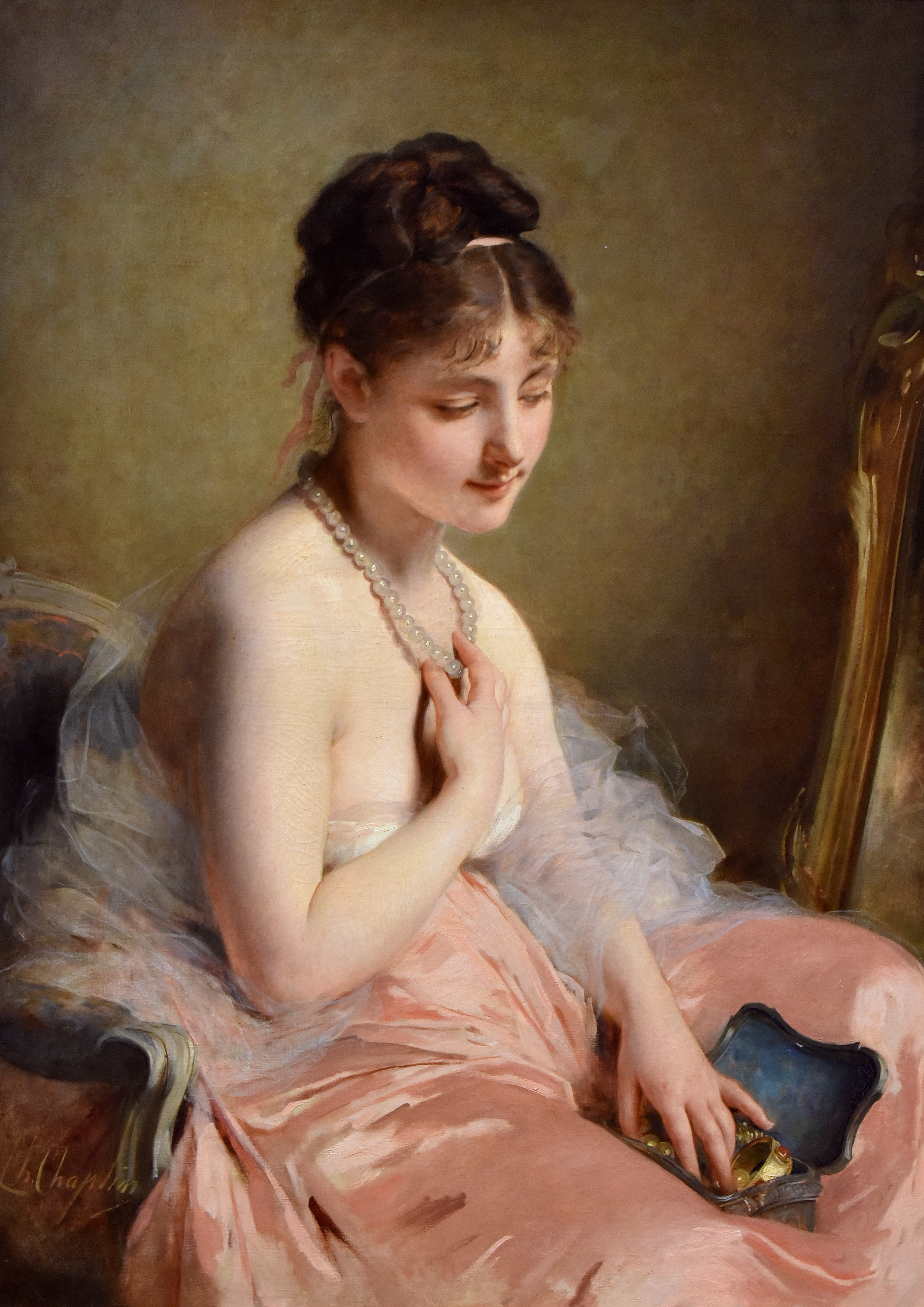
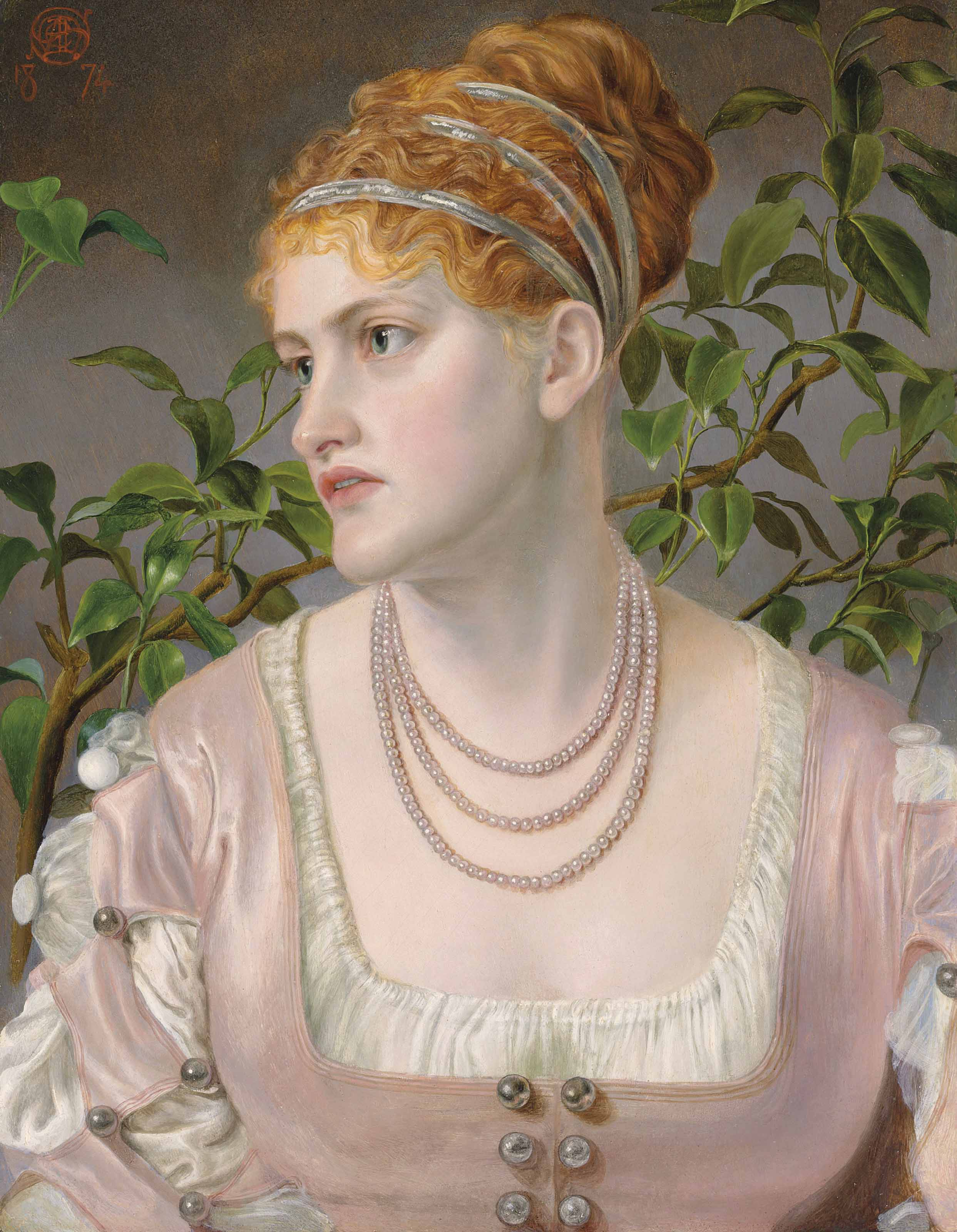
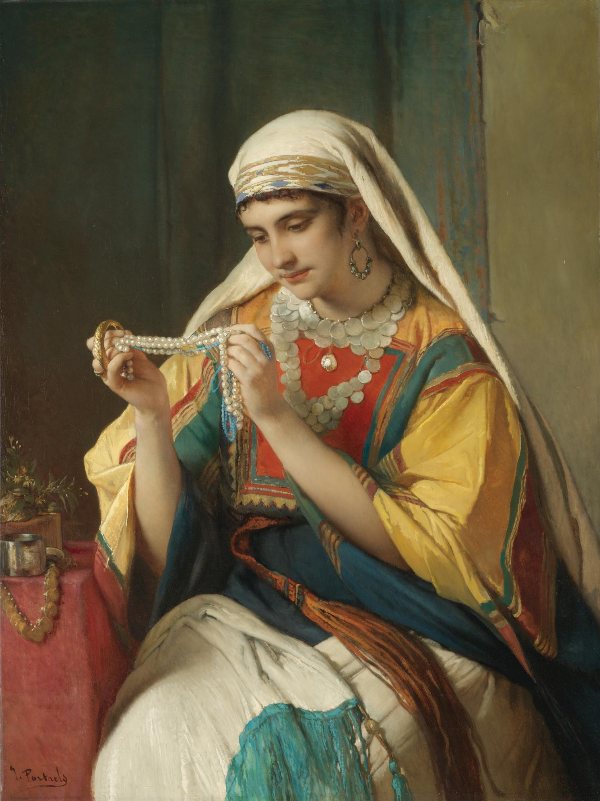